# Клан Эркарт
Эркарт (англ. Urquhart) — один из кланов горной части Шотландии.

## История клана
«Эркарт» — происходит от географического названия «Airchart». «Airchart» впервые упомянут в начале жизни святого Колумба, великого кельтского святого. Значение самого слова Эркарт было дано в различных шотландских гэльских переводах, как лесной массив , рябина или форт на холме. Существует также замок Эркарт на берегу озера Лох-Несс. И клан Эркарт, и Эркартский замок названы в честь района, который, согласно устной традиции, является древним домом эркартов при слиянии Глен Эркарт и залива Эркарт.

### Основание
Основателем клана Эркарт считается ирландский король Конайре Мор. Легенда гласит, что Конайре был на грани смерти от злобного дикого вепря, когда его собака напала на зверя, и хотя собака умерла, она спасла своего хозяина. После этого три геральдических кабаньих головы были помещены на герб его потомков. Эти потомки взяли фамилию Эркарт (значение спорно, скорее всего, рус. в рябиннике или крепость на холме) после того, как в VI веке были крещены святым Колумбой.

### Роль клана в истории Шотландии
Во время Англо-шотландских войн члены клана Эркарт участвовали, в частности, в битве при Пинки.
В 1649 году роялистские мятежники, протестующие против политики парламента, захватили Инвернесс и Инвернесский замок. Среди этих мятежников был писатель и переводчик Томас Уркхарт, после провала мятежа заключённый в Тауэр. Находясь в тюрьме, он опубликовал свое генеалогическое древо, которое показывает происхождение семьи Эркартов от Адама и Евы. Когда он был освобожден, он вернулся на континент, где он, как говорят, умер от смеха во время празднования Восстановления (1660).
Не менее знаменит капитан Джон Уркхарт из Крейгстона (р. 1696). Он был очень богат, но истоки его состояния окутаны тайной. Он был завербован военно-морским флотом Испании, и, вероятно, именно здесь он накопил свое состояние грабя захваченные вражеские суда. Он был почти убит во время восстания якобитов в 1715 году в битве при Шерифмюре, сражаясь на стороне якобитов. Уркварт из семьи Крейгстонов приобрел такую социальную значимость, что ему удалось заставить великого Генри Реберна нарисовать семейные портреты.
Полковник Джеймс Уркхарт также поддержал дело якобитов и был тяжело ранен в битве при Шерифмюре. Он был главным якобитским агентом в Шотландии, пока не умер в 1741 году. Затем руководство клана перешло к его двоюродному брату, Уильяму Уркварту из Мелдрума, который был осторожным якобитом и избежал катастрофы в битве при Каллодене.